# Túnel de Torla
El túnel de Torla es un túnel urbano que pasa muy cerca del extremo Este de la iglesia románica del siglo XI de Torla-Ordesa (provincia de Huesca, Aragón, España).

## Descripción
El túnel de Torla mide 42 metros y se encuentra en la A-135, cuya mayor finalidad es la de servir de acceso principal al parque Nacional de Ordesa y Monte Perdido, concretamente al extremo Oeste de dicha zona protegida o lo que es lo mismo al valle de Ordesa.
Es un túnel antiguo, excavado en roca viva, por lo que las filtraciones son constantes.